# 골품 제도
골품 제도(骨品制度)는 신라 사회의 신분제이다. 혈통에 따라 신분에 일부 제한을 두었던 폐쇄적인 신분 제도로 신라가 고대국가로 발돋움한 이래 멸망할 때까지 약 1000여 년간 신라 사회의 기본 성향의 패러다임이었으며, 이웃인 고대 일본의 성씨제도(八色の姓,訓:야쿠사노 카바네)에까지 영향을 끼쳤다는 설도 있다. 

## 구성
골품제는 기본적으로 여덟 단계로 구분된다. 왕족은 성골(聖骨)과 진골(眞骨)로 구분되며, 왕족이 아닌 신분은 진골에서 6까지의 두품(頭品)으로 나뉘었다. 숫자가 높은 두품이 더 높은 신분이다. 두품의 경우 왕경(王京)에 거주하는 귀족 계층에 대해서만 적용하였던 신분제로 보기도 한다.

### 성골과 진골
성골(聖骨)과 진골(眞骨)은 신라 사회의 최고 신분층이다. 신라 왕족인 성골은 경주 김씨 진흥왕의 장자계열이 진덕여왕 대에 끊어 지고, 진흥왕 차남 계열 후손인 태종무열왕과 532년 신라로 항복해 온 금관가야의 김해 김씨와 한반도 남부 통일 과정에 항복해온 일부 가야 왕족들이 진골의 등급에 해당된다.
성골과 진골을 구분하는 기준을 비롯하여 성골의 구성원 등 확실한 것은 알려져 있지 않으며 다양한 추측이 존재한다. 부모의 출신 성분이 모두 왕족일 경우에만 성골이 되었다는 주장 등이 널리 알려져 있으나 예외가 많아 최근에는 인정되지 않고 있다. 그외에도 족내혼과 연관지어 보는 견해, 7대 또는 5대의 혈족집단으로 한정짓는 견해, 국왕과 그 직계 혈족으로 보는 견해 등이 있다.
원래는 성골만이 왕이 될 자격이 있었으나, 선덕여왕 때가 되어 성골 출신의 남자가 하나도 없게 되자, 진골 출신도 왕이 될 수 있게 되었다. 《삼국유사》는 이때의 상황을 "성골남진(聖骨男盡)"이라고 표현했다.
진골과 성골의 차이나 구분은 정확히 알려진 것이 없고 여러 가지 가설만 존재한다.
1. 진흥왕의 직계(성골) 및 방계(진골)를 구별하기 위한 표현이다.
2. 성골은 왕족 내부의 혼인[2]으로 태어난 집단이고, 진골은 왕족과 다른 귀족의 혼인[3]으로 태어난 집단이다.
3. 같은 왕족이면서도 성골과 진골로 구별되는 것은 모계(母系)에 의한 것인 듯하다.
4. 정치적인 면에서 구분하여 왕실 직계의 왕위 계승자 및 왕위 계승을 보유할 수 있는 제한된 근친자를 포함하여 성골이라 칭하고, 그 외 왕위 계승에서 소외된 왕족을 진골이라 하였다고 하는 견해도 있다.

일반적으로 시조 박혁거세부터 진덕여왕까지의 왕족은 성골, 무열왕 이후의 왕족을 진골이라고 해석하나, 성골은 불교가 들어와 신라의 사상 통일에 있어서 이념이 된 법흥왕 때부터 형성된 듯하며, 불교에서 종교적 신성 개념을 받아들여 왕실 자신이 신성 가족으로 자처한 데서 비롯된 것이라고도 한다. 또한 무열왕부터 왕족의 신분이 성골에서 진골로 전환된 것은 신라 왕족의 혼인 관계의 변천, 즉 새로운 왕비족의 대두에 따라 일어난 현상이라고 하겠다.
그러나 신라와 당(唐) 사이의 정치·외교적인 관계가 중요시된 데서 비롯된 것이라고도 할 수 있다.
《화랑세기》는 진골과 성골이 등장하지 않고 대신 대원신통, 진골정통이라는 말이 등장하는데, 전자는 진흥왕의 왕비인 사도왕후 박씨 계통을, 후자는 진흥왕의 모후인 지소태후 김씨 계통을 일컫는다. 그러나 이 역시 정확하게 묘사되어 있지는 않으며, 진골정통과 대원신통이 진골, 성골과 바로 일치하는지는 확실하지 않다.
신라가 태종 무열왕 이래로 국세를 신장하게 되면서, 진골은 기존의 왕족뿐 아니라, 정복지의 왕족까지 흡수하는 표현이 된다. 한 예로, 가야의 왕족 김씨의 후손인 김유신은 진골 대접을 받았으며, 고구려가 멸망한 이후, 부흥운동의 지도자였던 안승도 김씨 성을 하사받고 진골 대접을 받았다.
신라 관직 상에서 1등급부터 5등급까지는 진골 이상의 출신들만 들어갈 수 있었다.

#### 성골
국왕을 포함해서 왕위 계승권을 가지는 왕족으로 매우 폐쇄적이고 규모도 작았다. 신라가 율령을 반포하고 고대 국가로 성장한 법흥왕 무렵에 성골이 성립된 것으로 추측되며 진덕여왕 때까지는 성골이 왕위를 계승하였다. 그러나 폐쇄적인 신분이었던 이유로 성골 계통의 왕족이 모두 소멸되게 되어 이후에는 진골인 무열왕이 왕위를 계승하게 되었다.

#### 진골
신라 왕족 및 최고위 귀족이 가진 신분이었다. 진골에는 내물왕의 후손인 경주 김씨 혈족뿐만 아니라 박씨도 포함되어 있었으며, 신라가 영토를 확장하는 과정에서 복속한 국가 중 금관가야나 고구려(보덕국)처럼 큰 국가의 왕족은 진골로 편입되기도 하였다. 한편으로 신라 하대(下代)에 이르면 진골의 수가 비대해지게 되면서 진골임에도 6두품으로 신분이 하락하는 경우도 있었다. 진골은 골품 제도를 통해 특권을 보장받았으며 고위 관직을 독점하여 신라의 중앙 권력을 지배하였다. 또한 혜공왕 사후에 무열왕계 왕실이 단절되게 되면서 당시 왕가와 혈연 관계가 멀던 진골 출신의 유력자였던 선덕왕이 왕위에 오르기도 하였다. 선덕왕이 왕위에 오르면서 신라의 왕실이 교체된 사건 이후부터 신라 하대(下代)라고 시대를 구분한다. 하대에는 진골들이 중앙 권력을 놓고 경쟁하면서 신라 사회가 혼란에 빠졌으며 권력 다툼에서 밀려난 진골이 지방으로 이주하여 호족이 되기도 하였다.

#### 신분의 탈락
골품제 내의 귀족들 중 진골 귀족들은 특별한 사정이 없는 한 그대로 신분이 유지되었지만, 성골의 경우 진평왕에 의해 폐위되는 진지왕과 왕자인 김용수, 김용춘, 또 그 아들인 김춘추는 왕궁에서 쫓겨나면서 진골 귀족으로 격하되었다. 또한 귀천상혼의 혼인 과정에서 그 자손들이 낮은 배우자의 신분을 따라가게 되는 원칙에 따라 신분 탈락 현상이 발생하였으며, 신라 후대에 이르러 잦은 반란이 발생함에 따라 그에 대한 처벌로 신분이 격하되기도 했다.

#### 대표적인 사례
- 김용춘과 혼인한 진평왕의 딸이자 선덕여왕의 자매인 성골 공주 천명공주 : 아들 김춘추는 진골 신분을 계승했다.
- 가야계 김서현과 혼인한 성골 공주 만명부인 : 아들인 김유신과 김흠순도 역시 진골 신분을 계승했다.
- 원효대사와 혼인한 태종무열왕의 딸인 진골 신분의 요석공주 : 설총은 6두품 신분을 계승했다.
- 김지정의 난 이후 혜공왕의 방계 후손들(진골 직계 자손이 없었다.)

### 6두품
6두품은 진골 바로 밑의 귀족 신분이다. 6두품은 주로 사로 6촌장을 비롯한 소국 출신의 지배자 씨족이었던 것으로 보인다. 신라에 복속된 소국 가운데 대부분이 6두품으로 편제되었으며 일부 강력한 세력을 갖춘 소국의 지배층은 진골이 되기도 하였다. 6두품은 왕족을 제외하면 가장 높은 신분이었기에 ‘득난(得難)’이라고 불리기도 하였으며 진골이 독점한 최고위 관직에는 오르지 못하였으나 그래도 어느정도 높은 관직에 배치되어 신라 사회의 지배층으로 활약하였다. 신라 중대에는 왕권을 강화하려는 국왕과 결합하여 친위 세력으로 크게 성장하였다. 출세에 제약이 있었기 때문에 진골에 대해 불만을 가졌으며, 국왕 역시 진골 세력을 견제할 수 있는 세력이 필요했기 때문에 6두품이 활발하게 활동할 수 있었던 것이다. 그러나 왕권이 약화되고 진골 세력 간의 권력 다툼이 격화된 하대에는 권력에서 소외되면서 반 신라적인 계층이 되었다. 주로 유학을 익혀 관료제의 기반을 닦았으며 불교에 귀의하여 사상계를 이끌기도 하였다. 고려가 건국되는 데 적극적으로 협력하였던 계층도 주로 6두품이었으며, 그 동안 축적되어 있던 학문적 기반을 토대로 호족 세력과 함께 고려의 지배층이 형성되는데 일익을 담당하였다.

### 5두품
5두품은 6두품 밑의 신분으로 주로 촌장 계층이 5두품으로 편재되었던 것으로 보인다. 기록에 따르면 5두품은 지방의 진촌주(眞村主)와 같은 대우를 받았다. 5두품 역시 관직의 상한선이 정해져 있었다.

### 4두품
4두품은 5두품 밑의 신분이자 사실상 최하위 귀족 계층이다. 원래는 4두품 아래에 3, 2, 1두품이 있었던 것으로 보이나 삼국통일 이후에 소멸되어 평민과 같아졌던 것으로 보인다. 4두품도 5두품과 같이 촌장 계층이 편재된 것으로 보이며, 5두품보다 세력이 약한 촌장이 편재되었던 것으로 추측된다. 기록에 따르면 4두품은 지방의 차촌주(次村主)와 같은 대우를 받았다. 4두품은 최하위의 관직을 맡았던 것으로 보인다.

## 골품에 따른 제약

### 정치
- 성골과 진골은 모든 관직을 차지할 수 있다.
- 6두품의 경우 최고직은 6등급인 아찬
- 5두품의 경우 최고직은 10등급인 대나마
- 4두품의 경우 최고직은 12등급인 대사

### 사회
- 성골 : 가옥의 제약없음
- 진골 : 가옥은 24자(척)로 제한(약 7미터)
- 6두품 : 가옥은 21자로 제한
- 5두품 : 가옥은 18자로 제한
- 4두품 : 가옥은 15자로 제한. 담장은 6자를 넘지 못함. 속곳을 착용할 수 없다. 느릅나무를 쓰지 못함. 우물 천장을 만들지 못함. 당기와를 덮지 못함. 금·은·구리 등으로 장식하지 못함. 대문과 사방문을 만들지 못함. 섬돌로 산의 돌을 쓰지 못함. 석회를 칠하지 못함. 마구간에는 말을 2필까지만 둘 수 있다.[4]

## 같이 보기
- 두품